# Adnan Ahmed
Adnan Farooq Ahmed (in urdu:عدنان فاروق احمد; Burnley, 7 giugno 1984) è un ex calciatore pakistano, di ruolo centrocampista.

## Carriera

### Club

#### Huddersfield Town
Ha inizialmente fatto parte del settore giovanile del Bury, per poi entrare a far parte dell'Academy del Manchester United. Il debutto è però arrivato con la maglia dell'Huddersfield Town.
Nonostante abbia giocato sempre poche partite, dall'esordio, la carriera di Ahmed è stata perseguitata dagli infortuni. È stato il primo calciatore ad essere espulso al Keepmoat Stadium, nuovo impianto del Doncaster. Gli è stato mostrato il cartellino rosso in seguito ad un fallo commesso su Mark McCammon, l'autore della prima rete al nuovo stadio. I Rovers si sono poi imposti per tre a zero.
A gennaio 2007, Ahmed è sembrato in procinto di trasferirsi al Lincoln City, che aveva mostrato interesse per lui. Dopo una settimana di provino, l'allenatore Peter Jackson ha dichiarato l'intenzione di ingaggiarlo. Comunque, nessun accordo è stato raggiunto tra i club e il calciatore è tornato all'Huddersfield.
Il 9 maggio 2007, è stato svincolato dal suo club. Ha poi giocato in Inghilterra dalla settima alla decima serie.

#### Tranmere
Il 25 maggio dello stesso anno, è stato annunciato il passaggio di Ahmed al Tranmere a parametro zero. È diventato così il primo acquisto del tecnico Ronnie Moore.
Ha debuttato il 1º settembre 2007, subentrando a partita in corso nella sfida tra Yeovil Town e Tranmere, terminata con il punteggio di uno a uno. Nonostante il rapido esordio, nella sua prima stagione con il Tranmere è sceso in campo in rare occasioni.
Proprio a causa della mancanza di presenze in prima squadra, Ahmed è stato ceduto in prestito al Mansfield Town, nella Conference National, alla fine di ottobre 2008. Ha debuttato nel giorno della sconfitta esterna della sua squadra contro il Torquay United, il 1º novembre 2008. Ha segnato un calcio di rigore contro il Salisbury City, in una vittoria per tre a zero. Ha segnato un'altra rete ai danni del Weymouth, con un colpo di testa. Successivamente al ritorno al Tranmere, ha effettuato un provino con il Port Vale. Ci si è trasferito in prestito il 21 gennaio 2009.
Nel 2009 si trasferisce al Ferencváros, massima serie ungherese. L'anno dopo gioca nell'Aboomoslem, seconda serie iraniana.
Nel 2011 si trasferisce in Inghilterra, al Bradford Park Avenue militante in settima serie. Gioca poi con Nelson e Droylsden, dalla sesta alla decima serie inglese.

### Nazionale
Ahmed ha ricevuto la sua prima convocazione dalla nazionale pakistana per la sfida contro l'Iraq del 22 ottobre 2007, valida per le qualificazioni al campionato del mondo 2010, dove il Pakistan è stato pesantemente sconfitto per sette a zero. Ha poi giocato anche il ritorno, disputato ad Aleppo, in Siria.
Ha segnato la prima rete in nazionale nell'umiliante sconfitta per sette a uno contro lo Sri Lanka. Ha poi segnato un'altra rete ai danni dell'India.